# موخران واختانگادزه
موخران واختانگادزه (به گرجی: მუხრან ვახტანგაძე) (زادهٔ ۲۲ ژانویهٔ ۱۹۷۳) کشتی‌گیر بازنشستهٔ اهل گرجستان در دستهٔ میان‌وزن کشتی فرنگی است. او برندهٔ مدال برنز المپیک ۲۰۰۰ سیدنی، مدال طلای مسابقات قهرمانی کشتی جهان (۲۰۰۱) و نیز  مدال برنز مسابقات قهرمانی کشتی اروپا (۲۰۰۳) است‌.